# Eurosis
Eurosis är ett musikalbum av den spanska skagruppen Ska-P från 1998
Deras tredje album Eurosis (titeln refererar till en påstod sjukdom av Euros) avviker inte när det gäller politiska texter. Förutom de ämnen som tidigare behandlats av gruppen, till exempel droger, religion och samhällskritik, så behandlas ämnen som kritik mot militären, kritik mot monarkin, hyllningar till Victor Jara och Emiliano Zapata m.m.

## Låtlista
1. "Circo Ibérico" - 3:43
2. "Villancico" - 4:08
3. "España va bien" - 4:52
4. "Paramilitar" - 3:55
5. "Simpático Holgazán" - 4:04
6. "Kémalo" - 3:05
7. "Poder pa'l pueblo" - 3:18
8. "Juan sin tierra" - 2:57
9. "Kacikes" - 3:17
10. "América latina ¡¡Libre!!" - 5:06
11. "Al Turrón" - 3:48
12. "Seguimos en pie" - 5:51